# محاصره جزیره
محاصرهٔ جزیره یا عملیات جزیره، به عملیات نیروهای امنیتی ترکیه در جزیره علیه نیروهای حزب کارگران کردستان، در جریان خیزش نیروهای این حزب در سال ۲۰۱۵ گفته می‌شود. محاصرهٔ جزیره از ماه سپتامبر ۲۰۱۵ آغاز شده‌است. نیروهای امنیتی ترکیه راه‌های منتهی به این هر را مسدود ساخته و ابتدا به مدت ۸ شبانه‌روز از ۴ تا ۱۱ سپتامبر اعلام حکومت نظامی کردند. در این مدت دسترسی شهر به غذا و آب آشامیدنی محدود شد و مداوا و انجام اقدامات حرفه‌ای پزشکی برای شماری از زخمیان ممنوع اعلام شد. شورای اروپا در رابطه با استفادهٔ بی‌تناسب از قدرت به‌وسیلهٔ نیروهای امنیتی علیه غیرنظامیان ابراز نگرانی کرد. همچنین شهردار جزیره به اتهام تحریک به عناد و حمایت از تروریسم به دستور وزیر کشور از سمت خود برکنار شد.

## رخدادها
در ۱۰ سپتامبر، سزگین تانریکولو معاون حزب جمهوری‌خواه خلق (ج.هـ.پ)، از محاصرهٔ جزیره انتقاد کرد و خواستار پایان دادن به حکومت نظامی یک هفته‌ای شد. عفو بین‌الملل نیز از اقدامات بی‌تناسب صورت‌گرفته توسط مقامات ترکیه مانند حکومت نظامی نامحدود و مقررات منع آمد و شد، مسدود کردن هر نوع دسترسی به شهر، و قطع برق، آب و ارتباطات همهٔ مردم جزیره انتقاد کرد.
در ۱۱ سپتامبر، ترکیه اعلام کرد می‌تواند به طور موقت حکومت نظامی را متوقف کند، اگرچه حکومت نظامی نامحدود تا دو روز دیگر نیز برقرار بود.
در ۱۲ سپتامبر، نیلز موئیژنیکس عضو کمیسیون حقوق بشر شورای اروپا در رابطه با استفادهٔ بی‌تناسب از قدرت علیه غیرنظامیان در جزیره ابراز نگرانی کرد و از ترکیه خواست تا به ناظران مستقل اجازهٔ دسترسی به جزیره را بدهد.
بر مبنای گزارش انجمن پزشکی ترکیه، نیروهای امنیتی کارکنان درمانی را در کارشان تحت فشار گذاشته‌اند و خودروهای زرهی و تک‌تیراندازها در بیمارستان مستقر شده و اتاق‌های اورژانس را اشغال کرده‌اند.

## تلفات
بنا بر اعلام مقامات محلی حکومت ترکیه، ۴۰ عضو حزب کارگران کردستان در عملیات جزیره در خلال ۸ روز حکومت نظامی کشته شده‌اند. همچنین ۱۷ شبه‌نظامی مظنون بازداشت شده و ۲۵ مأمور پلیس در عملیات‌های امنیتی زخمی شده‌اند. همچنین در جریان حملات نیروهای شبه‌نظامی با ۲۱ راکت، ۱۹ نارنجک دستی و ۲ بمب‌گذاری کنار جاده، به ۷ خودروی گارددار پلیس آسیب وارد شده‌است.
با این حال، رسانه‌های بین‌المللی اعلام کرده‌اند که ۱۲ تا ۲۰ غیرنظامی در جریان این عملیات‌ها کشته‌شده‌اند.